# Vernon Harris
Vernon Harris est un scénariste et acteur britannique né le 26 février 1905 à Folkestone (Royaume-Uni), et mort en février 1999 à Somerset (Royaume-Uni).

## Filmographie

### comme scénariste
- 1935 : Joy Ride de John Dahl
- 1936 : Tropical Trouble (en) de Harry Hughes (en)
- 1936 : The Improper Duchess (en) de Harry Hughes (en)
- 1940 : Band Waggon (en) de Marcel Varnel
- 1952 : Cosh Boy (en) de Lewis Gilbert
- 1952 : Emergency Call (en) de Lewis Gilbert
- 1953 : Albert Royal Navy (en) (Albert R.N.) de Lewis Gilbert
- 1954 : Les bons meurent jeunes (The Good Die Young) de Lewis Gilbert
- 1954 : The Sea Shall Not Have Them (en) de Lewis Gilbert
- 1956 : Trois hommes dans un bateau (Three Men in a Boat) de Ken Annakin
- 1957 : L'Admirable Crichton (en) (The Admirable Crichton) de Lewis Gilbert
- 1958 : Agent secret S.Z. (Carve Her Name with Pride) de Lewis Gilbert
- 1958 : A Cry from the Streets (en) de Lewis Gilbert
- 1959 : Visa pour Hong Kong (Ferry to Hong Kong) de Lewis Gilbert
- 1960 : Light Up the Sky! (en) de Lewis Gilbert
- 1962 : Presque des anges (Almost Angels) de Steve Previn (en)
- 1968 : Oliver ! de Carol Reed
- 1971 : Deux enfants qui s'aiment (Friends) de Lewis Gilbert
- 1974 : Paul et Michèle (Paul and Michelle) de Lewis Gilbert

### comme acteur
- 1935 : Joy Ride de Harry Hughes (en) : M. Wilkins
- 1936 : Tropical Trouble (en) de Harry Hughes (en) : Martindale
- 1936 : Show Flat de Bernard Mainwaring : Tom Vernon
- 1937 : Farewell Again (en) de Tim Whelan : Harry
- 1938 : The Last Barricade d'Alex Bryce : Capitaine Lee
- 1938 : The Gables Mystery (en) de Harry Hughes (en)
- 1938 : The Claydon Treasure Mystery (en) de Manning Haynes : Rhodes